# Macrocentrus seminiger
Macrocentrus seminiger är en stekelart som beskrevs av Muesebeck 1932. Macrocentrus seminiger ingår i släktet Macrocentrus och familjen bracksteklar. Inga underarter finns listade i Catalogue of Life.